# Willads Stilling
Willads Stilling (18. december 1752 i Bårse – 4. december 1831 i Viborg) var en dansk bygmester og gipser primært aktiv i Viborg.
Stillings forældre var degn Peter Willadsen Stilling og Edele Kirstine Klem. Han tog borgerskab som murermester og gipser i Viborg 11. marts 1794 og blev "formand for de eligerede borgere i Viborg" og kæmner 1804. 
Stilling var en af mange dygtige amatørbygmestre i provinsen, som havde tilegnet sig C.F. Harsdorffs klassicisme enten direkte eller via lokale forbilleder. Hans arkitektur er præget af en karakteristisk betoning af sidepartierne i facaderne, som det særligt kommer til udtryk i Skt. Mogens Gade nr. 32. Blændingsfriser med stiliseret ornamentik ses endnu der, og det samme fandtes på hans egen gård på Nytorv. Især denne karakteristiske ornamentik har gjort, at man tilskriver Stilling flere bygninger i og uden for Viborg fra omkring år 1800. Stort set alle Stillings værker er fredet.
Han blev gift 1. november 1798 i Holstebro med Kirstine Brøns (døbt 26. marts 1773 i Holstebro, død 20. september 1839 i Viborg), datter af købmand Knud Brøns og Apolone Pedersdatter Holst. Han er begravet i Viborg.

## Værker
- Opførelsen af rådhuset i Thisted (nedrevet)
- Deltog i opførelsen af ny hovedbygning på herregården Strandet (o. 1800)

I Viborg:
- Morvilles Gård, Skt. Mogens Gade 8 (1798, fredet 1919)
- Ursins Gård, Skt. Mogens Gade 32 (1802, fredet 1919)
- Gamle Vagt, Lille Skt. Hans Gade (1805, fredet)
- Ombygning af Latinskolen, Skt. Mogens Gade 1 (1805-06, senere ombygget, fredet)
- Stillings Gård, Nytorv 6 (1813, fredet, fredning ophævet 2014)

Tilskrivninger:
- Snapstingsgården, Nytorv, Viborg (ca. 1798, nedrevet)
- Gipsarbejder på slotsbygningen på Hald Hovedgård (1801)
- Samme, herregården Løvenholm (1806)
- Ombygning af Skt. Hans Gade 10, Viborg (1807)
- Hovedbygningen på herregården Viskum (1806)
- Ombygning af Brænderigården, Riddergade, tidligere Skolebakken, Viborg (1811)
- Gipsarbejder på Nytorv 5, Viborg (delvis bevaret)